# Saint-Martin-sur-Cojeul
Saint-Martin-sur-Cojeul település Franciaországban, Pas-de-Calais megyében. Lakosainak száma 214 fő (2022. január 1.). Saint-Martin-sur-Cojeul Wancourt, Croisilles, Héninel, Hénin-sur-Cojeul és Neuville-Vitasse községekkel határos.

## Népesség
A település népessége az elmúlt években az alábbi módon változott:
| Lakosok száma | 213  | 211  | 214  | 210  | 210  | 210  | 211  | 213  | 214  |
|               | 2013 | 2015 | 2016 | 2017 | 2018 | 2019 | 2020 | 2021 | 2022 |